# 리샤르트 시비예츠

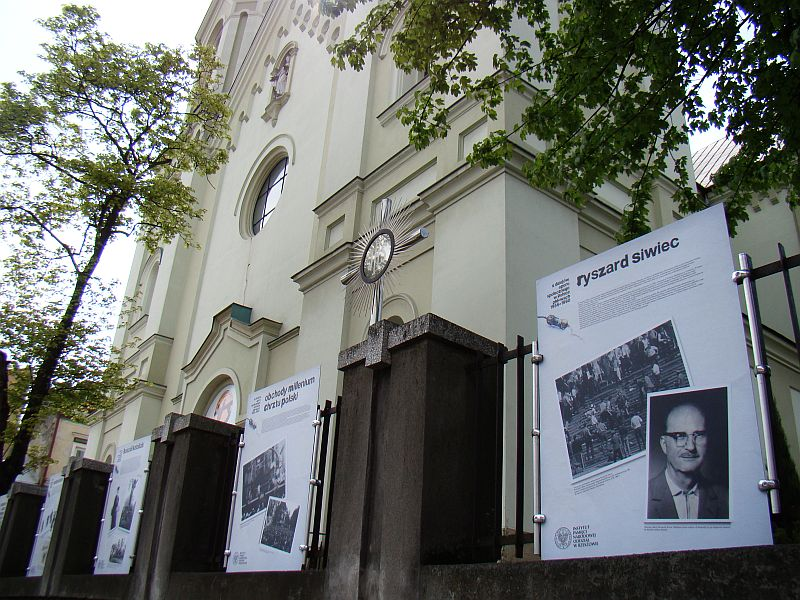

리샤르트 시비예츠(폴란드어: Ryszard Siwiec [ˈrɨʂart ˈɕivjɛt͡s][*]: 1909년 3월 7일-1968년 9월 12일)은 폴란드의 회계사이며, 제2차 세계대전 때 국내군 소속으로 참전한 저항운동가였다. 1968년 바르샤바 조약군의 체코슬로바키아 침공에 반발하여 분신자살했다. 시비예츠는 공산주의가 몰락하기 전까지 계속 잊혀져 있다가, 마시에이 드리가스의 다큐멘터리 영화로 재발굴되었다. 체코, 슬로바키아, 폴란드 정부는 시비예츠에게 많은 훈장을 사후 추서했다.
시비예츠의 분신은 4개월 뒤 프라하에서 일어난 (더 유명한) 얀 팔라흐 분신사건의 전조였다. 시비예츠는 당시 동구권에서 바르샤바 조약군에 항의하여 분신한 최초의 인물이었고, 폴란드에서 발생한 분신자 3명 중 한 명이었다.

## 같이 보기
- 얀 팔라흐